# 野麦街道

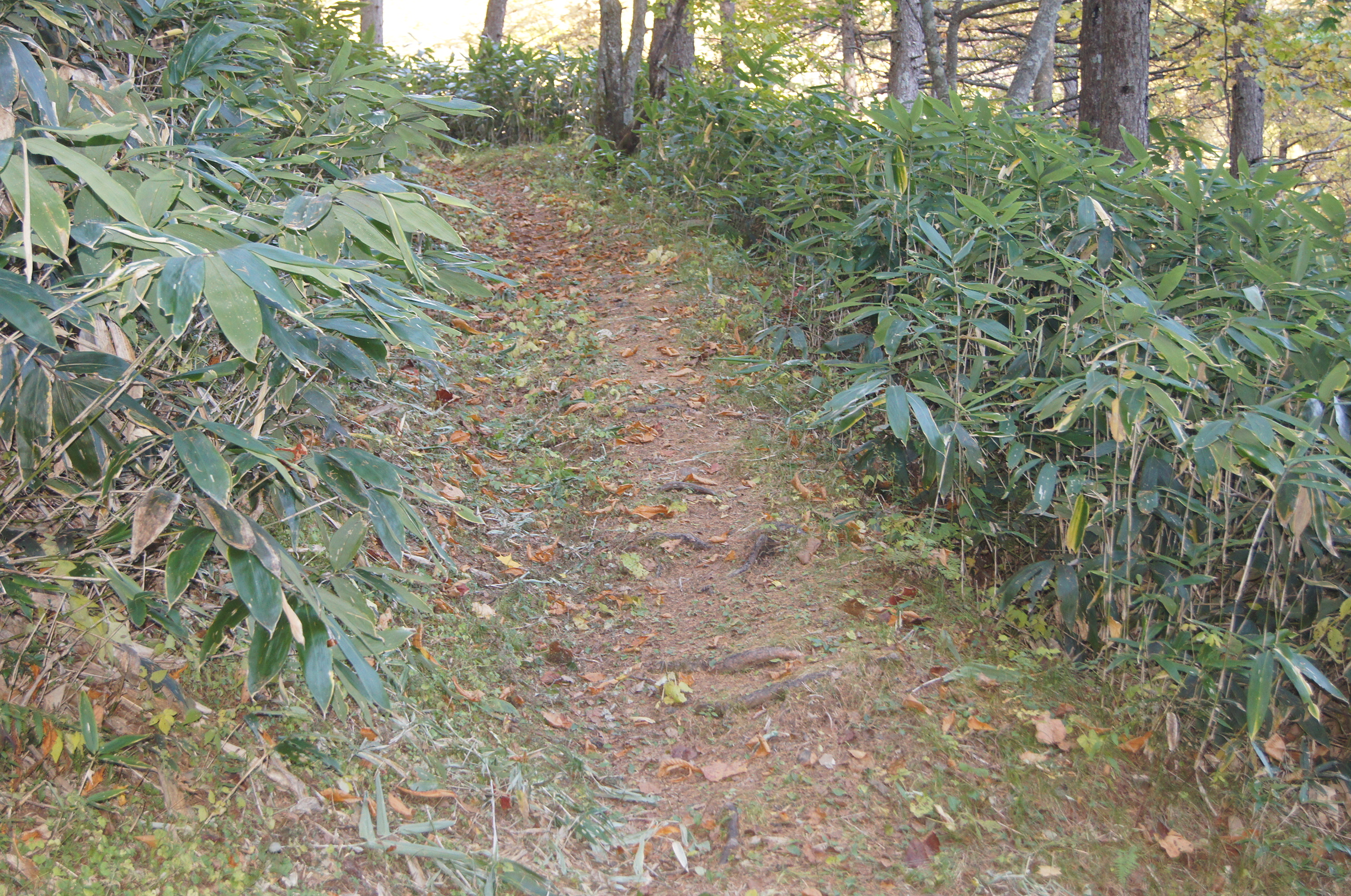
長野県史跡に指定され、当時のままに残されている旧街道

野麦街道（のむぎかいどう）は、信濃（長野県松本市）と飛騨（岐阜県高山市）を結んだ道路。ただし「野麦街道」の名は明治時代以降の呼称とされる。
1970年代半ばまで野麦峠付近では自動車道路は岐阜県と長野県を結んでいなかった。その後、松本市中心部から同市安曇奈川渡までは国道158号が、安曇奈川渡から同寄合渡までは長野県道26号奈川木祖線が、安曇寄合渡から高山市高根町までは長野県道・岐阜県道39号奈川野麦高根線が、高山市高根町から同市中心部までは国道361号が、旧野麦街道の代替道路になっている。野麦峠周辺は、積雪期には通行止めになる。松本市と高山市を結ぶ道路は国道158号になっており、野麦峠を通らずに、安房峠の下を通過する安房トンネルで県境を越えている。

## 概要
信州松本から野麦峠を越えて、岐阜高山へ通じる街道で、かつては東日本と西日本を結ぶ重要な道路であり、日本海と信州を結ぶ交易路でもあった。野麦とは、野麦峠付近に生い茂っているクマザサのことを指す。
野麦峠を越える道が開かれたのは奈良時代とされるが、このルートが「野麦街道」と呼ばれるようになったのは明治時代に入ってからである。これは当時、街道と呼ばれたものは限られた公街道だけだったからで、道の行先を名称としていた慣習から、信濃側からは「ひだ道」と、飛騨側からは「ぜんこうじ道」と呼ばれることが多かった。『長野県町村誌』（1876年＝明治9年）の波田村・新村の項によれば名称は飛騨街道・道幅は2間（3.6 m）、奈川村の項によれば名称は飛騨往還・道幅は8尺（2.4 m）とされている。ただし「鎌倉街道」や「江戸街道」などと呼ばれたこともあるとされる。
信府統記は、その「本道」を松本城下から木曽谷に入り藪原から寄合渡を通って野麦峠を越えるルートとしており、「山道」として松本から稲核（いねこき）に達し、入山（にゅうやま）・角ヶ平・大野川・平湯・久手村・はちが峠・足立を通過して高山に向かうルートを紹介している。現在の国道158号と同じく安房峠（現在はトンネルであるが）を通るルートもあり、また脇道もあった。なお、ここで言う本道は道程31.5里、山道は25.5里、梓川まわりの野麦道は26.5里であった。
現在では、松本から橋場・稲核を経て奈川渡（大白川・入山）に行き、そこから黒川渡・寄合渡・川浦を通り野麦峠に達するのが野麦街道の長野県側部分だと考えられている。江戸時代の中ごろ以降は、飛騨道はもっぱら野麦峠を通るようになった。標高1672 mの野麦峠は、野麦街道最大の難所で、冬は積雪のため峠を越えることが困難となり、およそ10 kmの峠越えの旅程に1日を費やしたほど厳しい道のりであったため、江戸時代末期には峠に「お助け小屋」とよばれる避難所も設けられた。この「お助け小屋」は長年放置され第二次世界大戦の終戦直後に積雪で倒壊していたが、休憩などの観光施設として再現されることになり、1970年（昭和45年）10月にオープンした。

## 歴史
- 1724年（享保9年） - この年に完成した『信府統記』は、「ひだみち」として「本道」と「山道」の経路を記述している[4]
- 1825年（文政10年） - 奈川村下郷の庄屋永嶋藤左衛門が遭難防止用の石室を造った
- 1841年（天保12年） - 飛騨郡代により野麦峠に「お助け小屋」が作られた[4]
- 1860年（万延元年） - 加賀藩は参勤交代の経路として北国街道よりはるかに近道になる野麦街道を使うことを検討し、9人の役人を出張させて目論見をした[7]
- 1870年（明治3年） - 通年通行可能な新淵橋が完成し、新淵橋－雑炊橋間では、野麦街道が梓川左岸を通るようになった[5]
- 1871年（明治4年）11月 - 筑摩県が成立し、松本に県庁が、高山に支庁が置かれた。野麦街道は両庁を結ぶ主要な交通路になった
- 1903年（明治36年） - 雑炊橋付近から稲核までの梓川左岸に道路が開削され、この部分の野麦街道は右岸から左岸に移ると同時に、白骨・大野川まで荷馬車が通行可能になった[4]
- 1970年（昭和45年）10月 - 野麦峠を越える自動車道が開通し、それ以来は観光客が増えた[4]

## 飛騨女工の通い道
近代になってからは、飛騨地方から岡谷・諏訪の製糸工場へ働きに出た女性が通った街道として知られており、山本茂実の小説『あゝ野麦峠』で有名になった。明治の富国強兵時代、軍備増強のために日本は生糸や絹織物を輸出して、大砲などの兵器や武器の原料を輸入するために、外貨を稼ぐ絹織物・生糸の増産が必要であった。諏訪湖畔につくられた製糸工場では、現金収入に乏しく貧しい飛騨の農村女性が多く働いていた。
少女たちは、製糸工場の女工として野麦街道を通ったのは、年末年始と盆の2回の休暇に、親が待つ故郷に帰省するために往復したものであり、その時期に限られていた。年末の帰省と2月から3月頃に飛騨から信州に戻る際に、行きも帰りも雪深く厳しい道のりであるために、野麦峠越えの途中で行き倒れる工女も少なくなかった。野麦峠に置かれた石仏は、峠を越えることができなかった少女たちを祀ったものである。
1934年（昭和9年）に高山線が全通してからは、製糸女工が野麦街道を通ることはなくなった。

## 通行量
1848年（弘化2年）8月に「飛騨上ケ洞口留番所」で記録された通行物資は、1～14日の間で21人の通行人が携えていたものであった。夏の通行しやすい時期でも、この当時の通行量は多くなかった。
1827年（文政10年）2月から6月の上ケ洞口留番所の通行商人の身許調べでは、信州人46人、越中人36人、大野（現松本市安曇大野）人10人である。

## 番所
高山・松本間の街道中におかれた番所は、飛騨側に上ケ洞口留番所、信濃側に川浦、大白川、橋場の4か所であった。この4番所は、幕府領飛騨、尾張藩領奈川村、松本藩の3つの領分にわたっており、その領分境でそれぞれの掟を通そうとした。
また、番所は五街道に置かれた関所にならったもので、「入り鉄砲に出女」の政策を引き継ぎ女性の通過には厳しかった。

## 尾州岡船
奈川は尾州に属していたので、尾張藩から「尾州岡船」の鑑札を受けて、中馬の仕事をしていた。岡船は中馬などのことをさし、馬を使って荷物運びをする運送業である。しかし、野麦の道は険しいために馬は使いにくく、偶蹄類で傾斜地に強い牛がもっぱら用いられた。

## 飛騨鰤
松本地方では、野麦峠を越えて高山からもたらされる鰤を「飛騨鰤」と呼び、「年取り魚」として重要視されたのである。元来、富山（越中）から高山まで運ばれたものなので、高山では「越中鰤」と呼ばれていたものであった。飛騨地方で消費される鰤を、松本地方の商人が高山の市場で拝み倒すように分けてもらっていたが、やがて松本地方で消費される事を見越して、越中で獲れた段階で、松本まで鰤の鮮度が保たれるように、より多くの塩で漬けられるようになった。
松本地方には、越後から鮭も入っていたが、鰤のほうが特に珍重され、鰤一尾で米一俵に相当する値段であった。飛騨からの鰤の輸送は、1902年（明治35年）に篠ノ井線が開通し、松本地方が鉄道で他地域と結ばれるまで続いた。

## 稲核、夏道・冬道
概要の通り、江戸時代にはルートは複数あり、脇道もあったが、明治時代になって現在の国道158号－長野県道・岐阜県道39号奈川野麦高根線－国道361号にあたる道路が野麦街道として整備された。この時に新設され、江戸時代とは異なるルートをとるようになった部分や、さらにその後の国道整備によって変更された部分も多い。
その1つが、橋場（雑炊橋）－稲核間の3.5kmである。この部分の梓川は、両岸が切り立った岩石地帯と崩落地帯で、人馬の通行を許さないものだった。そのため野麦街道は、梓川右岸の梨子平を通過していたが、この道は牛馬も困難をきたすほどで、荷馬車の通過は不可能であった。そこで、地元の安曇村は、1903年（明治36年）に梓川左岸に、4年がかりの苦難の末に道路を開削した。これにより既に白骨・大野川までの道路が完成していたので、奥地まで荷馬車が通れるようになった。
同様に、橋場（雑炊橋）－波田間でも梓川右岸に道があったが、そこには「かぎかけ山」という険阻があった。しかし、この部分の左岸は平坦で大野田という村落があるほどだった。そこで、梓川の冬の渇水期だけの冬橋を架けていた。橋は春の雪融水が出る前に取り外して保管し、冬になるとまた架けていたのである。冬季に使用されるこのルートを「冬道」と呼び、かぎかけ山を越すルートを「夏道」と呼んだ。この「大野田冬橋」も、1870年（明治3年）に新淵橋に取って替わられ、野麦街道もまた島々から大野田にかけては左岸を通り、新淵橋で右岸に渡り松本に向かうようになった 。

## 遺跡
道標などは各地にあるが、一部の遺跡を掲載する。なお、1991年には野麦峠の歴史を紹介する映像や、長野県の製糸工場に働きに出た工女の様子を紹介する資料館「野麦峠の館」が開館した。しかし、老朽化等により2022年3月末に閉館することになり、資料の一部は隣接する観光施設「お助け小屋」に移して展示されることになった。

### 現存する旧道
長野県側のワサビ沢付近から野麦峠までは、旧野麦街道が当時のままに約1300ｍが残されており、1984年（昭和59年）3月に長野県史跡として指定された。 ただし、来訪者が歩きやすいように階段を造ったり、転落防止の柵を造るなどの改良がある。下草・熊笹の伐採などの手入れがされている。
- 遭難防止の石室
- 峠の資料館屋上から岐阜県側を望む
- 資料館に展示されている優秀女工の表彰状
- 当時のまま残されている野麦街道（長野県史跡）への入口
- 峠にあるお助け小屋（現在はお土産店）

### お助け小屋
1841年（天保12年）に、高山の飛騨郡代により作られた遭難者救助の施設で、重吉（明治10年ころまで生存）が住みこんでいた。現在のお助け小屋は1978年に竣工したもの。

### 石室
1825年（文政10年）に、奈川村下郷の庄屋永嶋藤左衛門は、野麦峠が難所であり毎年のように凍死者あるを憂いこれを救いたいと考え、峠の松本寄り2kmほどのところに石造の避難小屋を造った。現在でも復元されて残っている。

### 牛つなぎ石
松本市伊勢町と本町の分岐点の道路角に「牛つなぎ石」と呼ばれる石があり、荷を背負わせて来た牛をこの石につないだもので、ここが野麦街道の終着点であったとも言われる。しかし、この石は、市神のご神体であったとも考えられ、真偽は定かでない。